# جان پاستا
جان پاستا (انگلیسی: John Pasta؛ زاده ۲۲ مارس ۱۹۱۸ درگذشته ۲۲ مارس ۱۹۸۴) یک فیزیک‌دان در زمینه فیزیک محاسباتی اهل ایالات متحده آمریکا بود.